# Аландская война

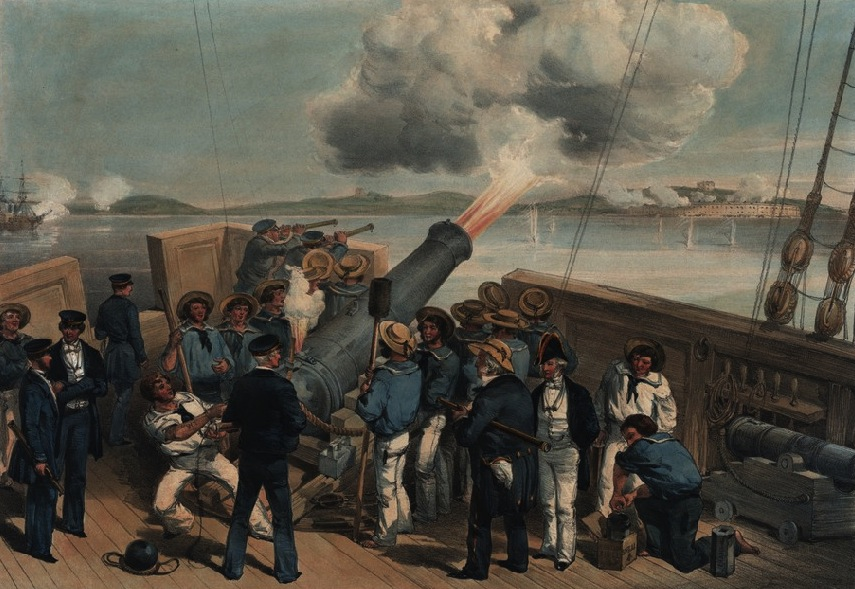
Обстрел Бомарсунда с палубы «Бульдога». 15 августа 1854 года

Аландская война (фин. Oolannin sota, швед. Åländska kriget) — шведско-финское название военных действий британо-французских военно-морских сил против Великого княжества Финляндского в 1854—1856 годах, во время Крымской войны между Российской империей и участниками антироссийской коалиции — Францией и Великобританией. Война названа в честь победоносной для англо-французских союзников битвы при Бомарсунде на Аландах. Хотя финское название войны сводит её к битве за Аландские острова, на самом деле разрушения прибрежных крепостей, обстрелы прибрежных городов и высадки десантов происходили на всём побережье  Финляндии (в Ботническом, Финском заливе, в т.ч. на подступах к столице княжества).
Английские и французские суда систематически в течение двух летних сезонов нападали на каждый более или менее крупный финляндский портовый населенный пункт на морском побережье. Стратегической задачей союзников был последовательный захват трёх крепостей, которые преграждали путь к тогдашней столице Российской империи: Бомарсунда на Аландских островах, Свеаборга, что на подступе с моря к Гельсингфорсу, и Кронштадта, что на подступе с моря к Санкт-Петербургу .
Целью Аландской войны было прервать грузоперевозки и внешнюю торговлю России и заставить её просить мира, а также вовлечь Швецию в войну против России. Блокада должна была осуществляться таким образом, чтобы вывести российский военно-морской флот в Балтийском море из строя путем уничтожения береговых оборонительных фортов, военно-морского флота и разорения складов, используемых для внешней торговли.
Последствием войны стала демилитаризация Аландских островов.

## Предшествующие события
Продвижение войск Российской империи в Бессарабии вынудило Османскую империю объявить России войну 4 октября 1853 года, и Великобритания и Франция решили поддержать османов.

## Начало войны
Дивизия британского военно-морского флота, состоявшая из девяти паровых кораблей, четырёх старых, также паровых кораблей второй линии, четырёх фрегатов и нескольких небольших гребно-колесных судов, вышла из Спитхеда в Балтийское море 11 марта 1854 года под командованием вице-адмирала Чарльза Нейпира. Французскими войсками командовал генерал Ахилл Бараге д’Илье, в то время как отряд ВМС Франции находился под командованием вице-адмирала Александра Парсеваля-Дешена. Однако было объявлено, что война начнется только 27 марта. Британо-французская морская дивизия из ста кораблей и катеров была, по стандартам того времени, вполне современной, с её судами с паровыми двигателями, и ей удалось сдержать российский флот. Российский флот вел оборонительные бои, держась вблизи защиты морских фортов. Большая часть действий флота союзников была направлена против Великого герцогства Финляндского. Первыми крестами Виктории всех времен были награждены моряки британо-французского Балтийского флота.
В июне угроза со стороны британско-французского флота уже была определена как требующая восстановления постоянной армии, основанной на системе наделения, подобной той, которая существовала, когда Финляндия все ещё была частью Швеции. Временный генерал-губернатор Платон Рокасовский дал свое согласие. В начале войны армия Великого герцогства Финляндского состояла только из гвардейского полка, капитана флота и батальона гренадеров. Из-за древности своего флота Россия была не в состоянии эффективно сопротивляться, но рассматривала свои корабли как платформу для своих пушек в качестве дополнительной защиты военных портов, таких как Свеаборг  и Кронштадт. В 1855 году в Финляндии уже существовала резервная армия в дополнение к постоянной армии из девяти батальонов.

## Ход войны

### Битва на Аландских островах
Британо-французская морская дивизия осадила и захватила недостроенную крепость Бомарсунд на Аландах в конце лета 1854 года. Форт был взорван в начале сентября. Поскольку дальнобойность корабельных пушек была больше, чем у береговых, корабли смогли уничтожить морскую крепость, при этом последняя не смогла эффективно ответить за пределами дальности действия своих орудий.

### Бои в Ботническом заливе
Контр-адмирал сэр Джеймс Хануэй Пламридж повёл дивизию ВМС, в состав которой входили HMS Leopard, HMS Valorous, HMS Vulture и HMS Odin, в Ботнический залив с задачей уничтожения складов боеприпасов на побережье. В 1854 и 1855 годах военные действия коснулись всех прибрежных городов Ботнического залива, причем наиболее значительные стычки были отмечены в Раумо (ныне Раума), Улеаборге (ныне Оулу), Брагестаде (ныне Раахе), Торнеа (ныне Торнио) и Карлебю (ныне Коккола). Пламбридж поручил капитану HMS Leopard Джорджу Гиффарду обеспечить закрытие Ботнического залива. Британский военный министр, герцог Ньюкасл, просил не разрушать беззащитные города. Однако адмирал Пламридж дал своему подчинённому Гиффарду полную свободу действий. Разрушения в Брагестаде вызвали дебаты в британской палате общин. Британские квакеры устроили сбор средств для возмещения ущерба. Квекаринти («дорога квакеров») в Брагестаде была построена на собранные деньги.

#### Остроботния
В начале войны батальон солдат и две артиллерийские батареи были размещены для защиты Кристинестада (ныне Кристийнанкаупунки). Военный отряд покинул город весной 1855 года, забрав с собой винтовки, переданные группе гражданских добровольцев. В то же время пушки были также сняты со своих позиций и спрятаны.
27 июня британские колесные пароходы Firefly и Driver прошли под парусами перед Кристинестадом, уничтожив пустующие артиллерийские позиции и угрожая обстрелять город, крупный склад древесины в порту и верфь. Благодаря переговорам обстрела удалось избежать, но взамен англичане получили шхуну Pallas и запасы продовольствия. Firefly вернулась, чтобы пополнить свои продовольственные запасы в середине июля, когда также был задействован французский военный корабль D’Assas. После этого враг больше не посещал Кристинестад.
В городе Васа (ныне Вааса) российские войска дважды сумели воспрепятствовать высадке британских сил.
В первое лето 1854 года город Васа избежал разрушения англичанами, возможно, потому, что каналы, ведущие к гаваням, были труднопроходимы, а англичане знали о разорении города пожаром двумя годами ранее.
Осенью 1855 года, 3 августа, корвет «Фирелли» бросил якорь перед портом Палосаари. Пустой дом, принадлежавший Г. Г. Вольфу, торговому советнику, недалеко от гавани, был сожжен, поскольку англичане узнали, что в нём размещались русские солдаты. Корабль Вольфа «Фидес» был захвачен, а другой недавно достроенный корабль сожжен. Кроме того, англичане захватили Preciosa Гренберга, а также два брига. Англичане также решили пополнить свои запасы смолы, и ранее захваченная шхуна Necken была отбуксирована в порт. Однако погрузка была прервана, поскольку российский отряд, направленный на место происшествия, прибыл для защиты порта. Корвет отошел за пределы досягаемости артиллерийского огня и бросил якорь близ Фьельскара.

8 августа было совершено морское нападение на порт Палосаари с использованием двух баркасов, вооруженных пушками, и события нападения являются частью легенды о гражданской войне в городе Васа:
«Один баркас обстрелял Мансикасаари как из пушек, так и из зажигательных ракет и поджег несколько зданий. Другая расположилась между Хиетасаари и материком, откуда она обстреливала Мансикасаари и Палосаари. Когда начался заградительный огонь, двум ротам батальона города Вааса было приказано высадиться на берег. Роты разместились в гавани Палосаари и на берегу напротив Хиетасаари, и снайперам удалось огнем выбить баркасы. Элиэль Мальмберг, унтер-офицер, был особо отмечен за эту операцию. Он и примерно двадцать других снайперов забрались на крышу упаковочного склада в Палосаари, откуда они могли вести точный огонь по врагу. Как только началась стрельба, губернатор немедленно попросил ополчение Васы прислать в город подкрепление. Русская сводная батарея форсированным ходом прибыла из Кокколы под командованием сильно пьющего капитана. Жители Ваасы предложили напитки артиллеристам, которые пришли на помощь, за исключением пьяного капитана, который был отстранён от руководства по приказу губернатора. Капитана также держали в стороне, когда начали стрелять орудия. Однако без опытного руководства залпы не достигали, поэтому пьяного капитана пришлось призвать. Он немедленно ухитрился попасть в яблочко».
На следующий день, 9 августа, английский корвет вышел в море, буксируя два захваченных судна. Сам порт получил лишь незначительный ущерб, другие потери были незначительными. Были убиты один русский и один финский солдат. На следующий день в Каппелинмяки состоялись похороны финского сигнальщика с воинскими почестями. В них приняли участие жители города.
Нюкарлебю (ныне Уусикаарлепюу) был полностью обойдён войной, хотя вражеские корабли посещали внешнюю гавань города. Капитаны захваченных кораблей дали противнику ложные сведения об артиллерийских батареях, якобы размещённых в устье реки Лаппо (ныне Лапуанйоки, досл. «река г. Лапуа»), протекающей через Нюкарлебю, и количестве воинских частей, размещённых в городе, что, по-видимому, склонило англичан к отказу от нападения.
30 мая 1854 года в Брагестаде и 1 июня того же года в Улеаборге британская эскадра уничтожила корабли и склады смолы. В Брагестаде англичане беспрепятственно высадились на берег на шести шлюпах, вооруженных гаубицами, и восьми лодках меньшего размера. Они сожгли тринадцать строящихся кораблей, смолокуренный двор со смольницей, принадлежавшие купеческой гильдии Улеаборга. Кроме того, британцы сожгли строительный лес, доски, соль, дрова и иные заготовки, например, 7000 бочек смолы. Это аукнулось англичанам после войны, поскольку сожженная смола была заказана и оплачена английскими торговцами. Последний раз британцы посещали Улеаборг 3 июня, когда они требовали дрова, угрожая сжечь весь город. Несмотря на потопление всех грузовых судов, 12 связок доставлены англичанам в смоляных лодках.
После 4 июня британская эскадра разделилась на две флотилии, отправившиеся в Торнеа (финская Лапландия) и Карлебю (наиболее значительная гавань Средней Остроботнии). По оценкам местных властей Улеаборга, в результате поджога и изъятия товаров городу и его жителям был причинен ущерб в размере 380 969 рублей 98 копеек. Стоимость кораблей оценивалась в 170 925 рублей, количество смолы в 16 460 бочек на 40 150 рублей, сожженные склады на 22 950 рублей, стоимость верфей на 13 500 рублей и корабельного леса и припасов на 11 495 рублей. Наибольший ущерб в Улеаборге был нанесен Г. Бергбому, который потерял свое имущество на сумму 101 106 рублей, из которых потеря торговых помещений G.&C. Bergbom Ab составила 24 600 рублей. В общей сложности 53 человека понесли убытки в Улеаборге, но только девять человек потеряли более 10 000 рублей.
Английские суда HMS Vulture и HMS Odin под командованием Фредерика Гласса появились мористее Карлебю 7 июня 1854 года, и Гласс потребовал выдать суда, стоявшие в порту, а также запасы древесины на складах. Отряд, высаженный на берег с британских кораблей, был отбит горожанами Карлебю, в ходе так называемого боя у Гамла-Карлебю. Вооружил граждан Андерс Доннер, отец будущего ректора Императорского Александровского университета, член городского торгового совета.
В следующем году британцы снова попытались высадиться в Карлебю. Суда HMS Tartar и HMS Porcupine направили к берегу семь десантных катеров, но высадка была отражена без урона городскому имуществу в ходе т.н. давидсбергской стычки.
Вражеские корабли впервые двинулись на Якобстад (ныне Пиетарсаари) уже в июле 1854 года, но из-за снятых проливных буев они не смогли добраться до порта. В следующий раз корабли были замечены в июле 1854 года, когда капитан Оттер (HMS Firefly) and капитан Гарднер (HMS Driver)  прошли во внутреннюю гавань города. Они вели переговоры с Габриэлем Тенгстремом, мэром Якобстада, которому удалось убедить их, что в Якобстаде нет имперской собственности. Кроме того, уверенное поведение градоначальника заставило англичан поверить, что можно ожидать такого же сопротивления, как в Карлебю. «Тартар» под командованием Хью Данлопа прибыл из Якобстада в ноябре, захватив одно торговое судно, а также попытался высадиться на Туккисаари. Однако российская артиллерийская батарея вынудила катера, использовавшиеся десантными силами, вернуться на свой корабль-носитель. 13-14 ноября Якобстад подвергался обстрелу в течение нескольких часов, но снаряды не причинили никакого ущерба.

#### СатакундаиИсконная Финляндия
Господствовавший в Ботническом заливе противник добрался до города Ништадт (ныне Уусикаупунки) в июне 1855 года, когда британский корвет Харриер встал на городской рейд. Капитан корабля отправил магистрату письмо с предупреждением, что город подвергнется бомбардировке, если туда придут солдаты. Российские войска под командованием полковника Энгельгарда были тогда размещены в семи километрах от Ништадта. В то же время британцы угнали из порта галеас, принадлежавший общине Лувиа, и сожгли 14 других торговых судов. Однако 6 июля оптический телеграф, работающий в городе, подвергся бомбардировке, когда город не смог доставить свежее мясо, которого требовал вражеский флот. Несколько жителей были убиты, а возле телеграфной станции вспыхнули небольшие пожары.
Британский военный корабль вошёл в порт города Раумо 2 июля 1855 года. Мэр Петтерссон вел переговоры с британцами, но отказался передать корабли, которые они требовали. Затем противник высадил на берег с помощью пяти лодок примерно сотню человек, начав занимать гавань. Британцы подожгли складские здания и корабли, но были вынуждены отступить после того, как огонь по ним был открыт русскими казаками, защищавшими порт, и ополчением из горожан.
Согласно шведским газетам, англичане потеряли семь солдат убитыми и двух ранеными в перестрелке. Британцы сообщили о шести раненых, двое из которых позже скончались. Во время сражения британцам удалось поджечь одну шхуну и два галеаса.
После вывода десанта военный корабль, стоявший на якоре перед портом, начал обстрел города Раумо. Во время 2,5-часового артиллерийского обстрела насчитали по меньшей мере 200 выстрелов, но они не причинили большого ущерба.
Британская версия хода событий отличалась от версии городской общественности. Коммодор А. Х. Гарднер утверждал, что был обманут мэром Петтерссоном, поскольку посчитал, что его требования были приняты. Главный коммодор Гарднера Уорден, с другой стороны, заявил в отчете вице-адмиралу Ричарду Дандасу, что перестрелка, приведшая к жертвам, произошла из-за недопонимания и отсутствия общего языка между сторонами переговоров. Мэр Петтерссон также был возмущен случившимся и подал собственную жалобу российскому военному министру Василию Долгорукову, который, в свою очередь, направил её в виде перевода на французский адмиралу Дандасу и британскому адмиралтейству.
Дальнейшие действия Великобритании и Франции последовали три недели спустя, 24 июля, когда два вражеских военных корабля бросили якорь на рейде города Раумо. На следующий день корабли начали обстрел города, и в то же время отряд моряков высадился на берег, поджигая портовые здания и склады древесины. Ракеты и бомбы выпускались по городу и окрестностям до 11 часов вечера. Если в городе особых разрушений нападавшие не добились, то в порту было разрушено в общей сложности 54 здания и уничтожено большое количество древесины, заготовленной для судостроения.
Жители города Раумо пытались вести ответный огонь из пистолетов, но дистанция стрельбы была слишком велика, и пули попадали только в борта кораблей.
Город Бьернеборг (по-фински Пори) впервые стал полем боя в конце лета 1854 года, когда враг нанес удар по внешнему порту города у прибрежной деревушки Репосаари и разрушил установленную там мачту оптического телеграфа. Кроме того, у местных жителей были отобраны имущество и домашний скот. Враг впервые приблизился к центру города только год спустя, 9 августа 1855 года. Британский военный корабль «Тартар» под командованием коммодора Хью Данлопа отплыл с острова Сяппи в Репосаари двумя днями ранее. В то время в Бьернеборге находилось небольшое количество русских солдат, а также отряд примерно из 70 добровольцев, но Клаус Адам Вальберг, градоначальник Бьернеборга, решил, посоветовавшись с местными бюргерами, прекратить сопротивление. Причиной было то, что почти весь Бьернеборг был уничтожен крупным пожаром тремя годами ранее, и не было желания подвергать опасности частично восстановленный город. Пушки, установленные в Луоцинмяки, местечке на восточном берегу реки Кумо (ныне Кокемяэнйоки, досл. «река г.Кокемяки»), были сброшены в реку, и мэр Вальберг отправился на переговоры с врагом, который беспрепятственно приплыл в город по реке Кумо. Он достиг соглашения, согласно которому Бьернеборг будет пощажён от разрушения после передачи врагу принадлежащего городу колесного парохода Совинто и дюжины других судов в речном порту, которые ради сохранения были уведены вверх по течению реки Кумо до Хайстилы. Действия жителей Бьернеборга были признаны позорными, и, согласно некоторой информации, генерал-лейтенант Александр Якоб фон Вендт позже разжаловал в сержанты офицера, отступившего из Луоцинмяки, во время смотра, проведенного на рыночной площади Бьернеборга.

### Бои в Финском заливе
С 19 по 20 мая 1854 года в местечке Витсунд (Vitsund) неподалеку от городка Экенес (ныне Таммисаари) английские корабли столкнулись с довольно упорным сопротивлением. Российской отряду (лейб-гвардии Финского стрелкового батальона) с пушками во главе с генерал-лейтенантом Рамзаем, удалось отбить нападение с моря. Кораблям союзников пришлось вернуться, не выполнив задачу.
В августе 1854 года крепость Гангут (Ганге) была взорвана её русским гарнизоном (по указу императора Николая I) из опасений повторения ею судьбы крепости Бомарсунд на Аландских островах. Первым взлетел на воздух форт Мейерфельд, за ним остальные. На этот взрыв израсходовано 950 пудов пороха. 86 орудий крепости были затоплены в заливе.
4 июля 1855 году морская крепость Свартхольм к югу от Ловизы (Ловийса на финский лад) была зазвачена и взорвана британским десантом под командованием капитана Йелвертона. 5 июля бомбардировке подвергся находившийся под защитой крепости город Ловиза.
Морская крепость Роченсальм (на финский лад Руоцинсалми), построенная в Кими (ныне Котка) и оставшаяся без защитников, была почти полностью разрушена в ходе войны. Кими также был сожжён.
28 июля (9 августа) союзный флот под командованием британского адмирала Ричарда Дандаса начал обстрел Свеаборга, но 45-часовая бомбардировка Свеаборга так и не привела к захвату крепости. Обстрелу также подвергся город Гельсингфорс, столица Великого княжества Финляндского (подступы к которому с моря охранял Свеаборг), но значительных разрушений в городе этот обстрел не повлёк (уничтожены лишь его прибрежные батареи). Британский флот также выпустил по Свеаборгу ракеты, и, как сообщается, это был первый раз, когда они были использованы в боевых действиях в Финляндии (одна ракета выставлена в Военном музее в Хельсинки).

## Окончание войны
На третье лето британцы планировали собрать больший флот в Балтийском море, насчитывающий более 250 кораблей, но Крымская война закончилась прежде, чем на это хватило времени. Благодаря своевременному окончанию Крымской войны в Аландской войне против Великого княжества Финляндского британцы остановились на разрушении крепости Бомарсунд, которая сначала была предложена Швеции в качестве награды за сохранение нейтралитета (дружественного по отношению к англо-французам, несмотря на секретный союзный договор с Петербургом) при всех её опасениях перед возможной реакцией России в будущем. Для британцев и французов крепость Бомарсунд была символом русского экспансионизма, угрожавшего безопасности шведской столицы, Стокгольма, во время Крымской войны. Предложение крепости Швеции, а затем её разрушение было свидетельством способности Великобритании сдерживать возможные усилия России по расширению.

## Последствия
Значительная часть ущерба была нанесена Финляндии, поскольку большая часть торгового флота, ходившего в то время под российским флагом, находилась в Финляндии, автономном Великом княжестве под российской императорской короной с 1809 года.
Долговременным геополитическим следствием войны стал демилитаризованный статус Аландских островов.
В Парижском мирном договоре 1856 года британцы потребовали от России, чтобы Россия не укрепляла, а придала ничейный  (нейтральный) статус Аландским островам. Демилитаризованный статус Аландских островов сохранялся даже после Первой мировой войны, когда принадлежность Аландских островов Финляндии была окончательно подтверждена решением Лиги Наций на основании исторических документов. Причиной было то, что она также управлялась из Турку, а не из Стокгольма, во время шведского правления Великим герцогством Финляндским, которое включало в себя восемь тогдашних шведских провинций. В обмен на подтверждение принадлежности территории Финляндии, Финляндия должна была гарантировать аландцам обширное самоуправление и культурные права. И даже после этого сохранялось ничейное состояние в военном отношении. Укрепление Аландских островов вышло на первый план в ходе последовавших переговоров в 1938—1939 годах, в ходе которых Советский Союз стремился защитить свои собственные районы Балтийского моря от возможных нападений Германии. Даже после Второй мировой войны Аландские острова оставались демилитаризованным регионом.
Опыт Крымской войны в целом вдохновил Россию на преобразования — царь Александр II провел крупные социальные реформы с целью модернизации и индустриализации России.

## Историческая память

### В финской историографии
В годы войны население и руководящие круги интеллигентного общества в целом солидаризировались с Россией. Например, в бою с британским десантом у Гамла-Карлебю 26.05.1854 года, включаемом в список побед русской армии (12-й линейный финляндский батальон), участвовало и местное воинское формирование — сотня «охотников» (как тогда называли добровольцев из местных жителей). Однако в историографии независимой с 1918 года Финляндии сама Аландская война не считается своей, а масштаб её событий преуменьшается.

### В финской культуре
Под впечатлением от событий Аландской войны в 1850-х годах родилась финская песня «Ооланнин сота», автор текста или композитор которой неизвестен. «Фестнинки», упомянутый в словах песни, означает крепость Бомарсунд в Санде, Аландские Острова.
Песня очень популярна, но её происхождение долгое время было неизвестно, пока исследователи Йеркер Орьянс и Пирьо-Лииса Ниинимяки не выяснили это в 21 веке. Оригинальная версия песни «Аландская военная песня» была найдена в рукописном сборнике песен в муниципалитете Ренко в 1850-х годах. Оригинальные слова, по-видимому, были сочинены неизвестными солдатами Бомарсунда, которые оставались военнопленными в Англии, поскольку слова повествуют о военнопленных в Льюисе, Англия. Орьянс и Ниинимяки предполагают, что автором текста мог быть Йохан Валлениус из Тавастии, который работал хирургом в Бомарсунде. Первоначальная формулировка изображала довольно реалистично проигранную борьбу и, по-видимому, была преобразована в её ныне известную форму в начале 20 века, в которой не упоминается капитуляция Бомарсунда. Известно, что современные тексты песен впервые появились в сборнике песен, опубликованном в 1911 году. Оригинальный язык песни, очевидно, финский, поскольку самая ранняя известная шведская версия датируется 1925 годом. На самих шведскоязычных Аландах песня до сих пор совершенно неизвестна.